# Música d'Uganda

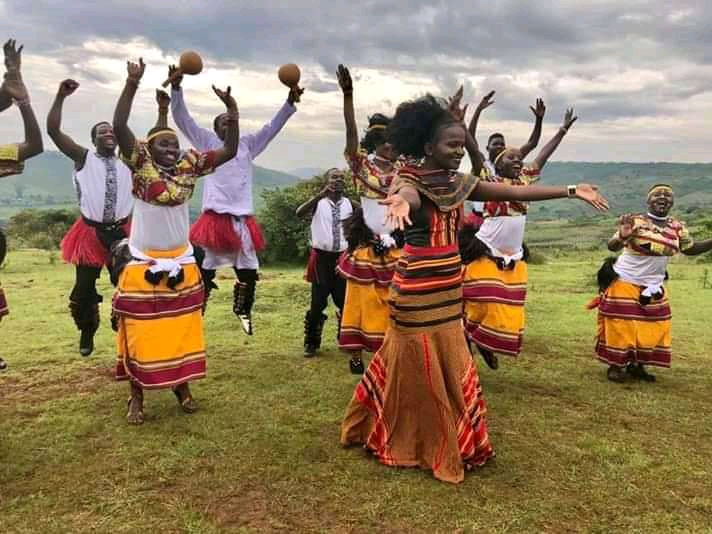
Dansa de la tribu buganda

La música d'Uganda és la música típica dels pobles i ètnies d'Uganda. L'estat ocupa el tercer lloc d'Àfrica respecte a l'ús de la música. Hi cohabiten més de 65 grups ètnics i tribus diferents, i formen la base de la música autòctona ugandesa. Buganda –regne dels 52 clans del poble buganda–, ha definit la cultura i la música d'Uganda en els darrers dos segles, i és l'origen de la música més important de l'estat.
El primer estil de música popular sorgit de la música tradicional fou el kadongo kamu, l'origen del qual són els sons tradicionals de Kiganda. Des dels 1980 fins a principis dels 1990, l'estil kadongo kamu estigué influenciat per músics com Peterson Mutebi, Dan Mugula, Sebadduka Toffa, Fred Ssonko, Livingstone Kasozi, Fred Masagazi, Baligidde, Abuman Mukungu, Gerald Mukasa, Sauda Nakakaawa, Matia Luyima o Herman Basudde. Els gèneres musicals de Livingstone Kasozi i Paulo Kaffero es basaven en el Kadongo Kamu, i el convertiren en l'estil més influent d'Uganda. A la fi dels 1990 hi hagué un domini de músics com Philly Lutaaya, Fred Mbalire i Madoxx Ssematimba, igual que a principis dels anys 2000, quan hi sorgí el nou gènere afro ragga local anomenat kidandali creat per Bebe Cool i Chameleone, al qual després s'uní el cantant i opositor Bobi Wine –Robert Kyagulanyi Ssentamu– i Bax Ragga format per Abdu Mulaasi. A causa de la globalització, Uganda, com la majoria d'estats africans, ha sofert un creixement en la producció musical. Això ha portat a l'adopció d'estils occidentals com dancehall i hip-hop.
Molts d'aquests músics tenien altres carreres professionals abans de dedicar-se a la música, per exemple: Christopher –també conegut com a Toffa a Luganda– o Ssebadduka, que treballava d'oficial en el Banc Central d'Uganda, o el seu contemporani Emmanuel Mumira, empleat de la State Wide Insurance Company, una de les companyies d'assegurances més antigues d'Uganda, creada en l'època colonial.

## Música tradicional

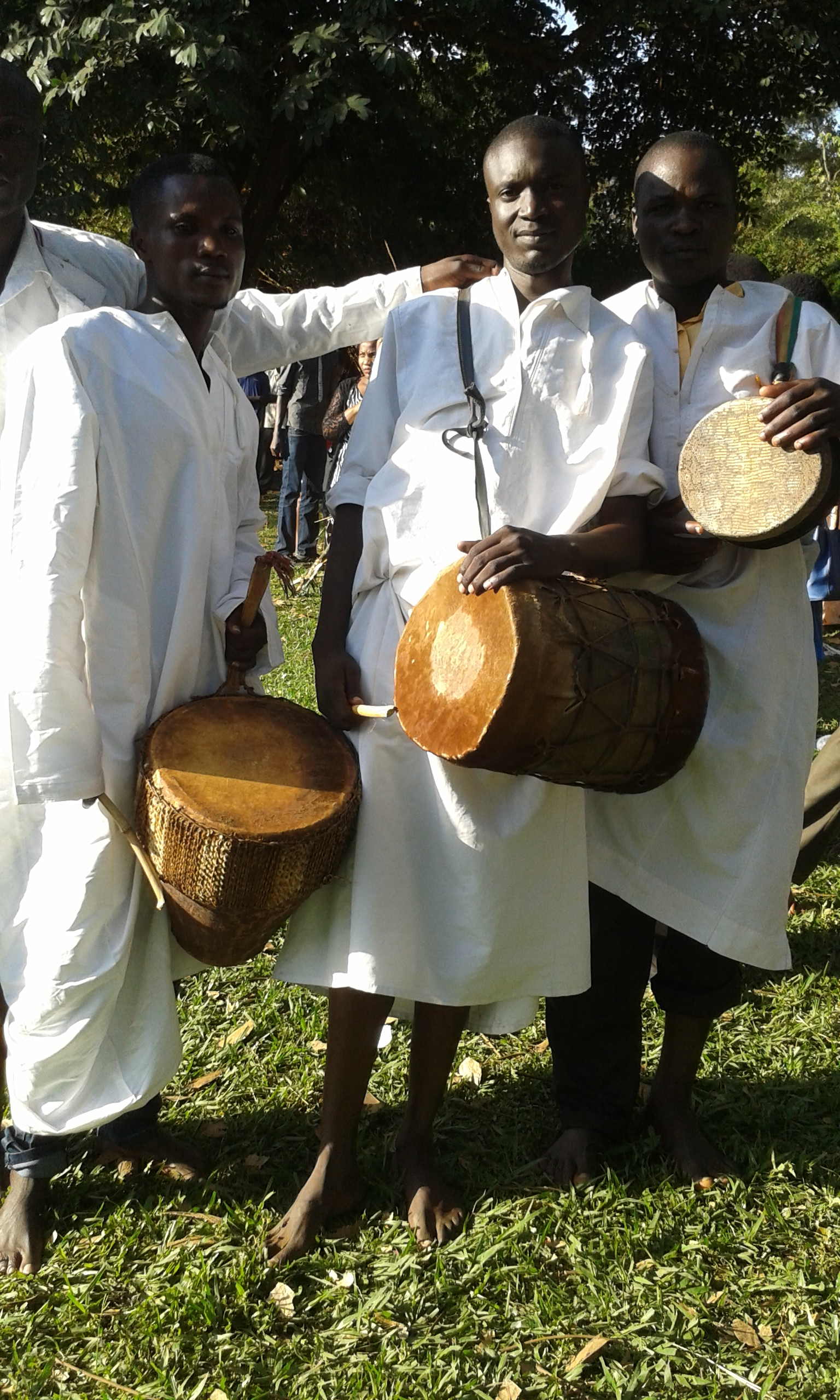
Músics i instruments populars

Les nacionalitats d'Uganda són diverses i s'estenen de manera uniforme per tot l'estat. La divisió entre pobles nilòtics i bantus és evident, i la majoria de les nacions nilòtiques com els acholi i els lango vivien al nord de l'estat.
La música nadiua, com en la majoria d'Àfrica, és sobretot funcional. Això significa que gran part de la música i les seues activitats solen tenir funcions específiques relacionades amb festeigs com el matrimoni, la iniciació, els festivals, les collites i fets semblants. Interpretada per músics locals, membres de les tribus que maneguen amb soltesa els instruments, la música es toca per ser ballada en la comunitat, l'estil del cant de crida i resposta entre la comunitat és una fórmula entre els bantus del segle xix .

### Buganda

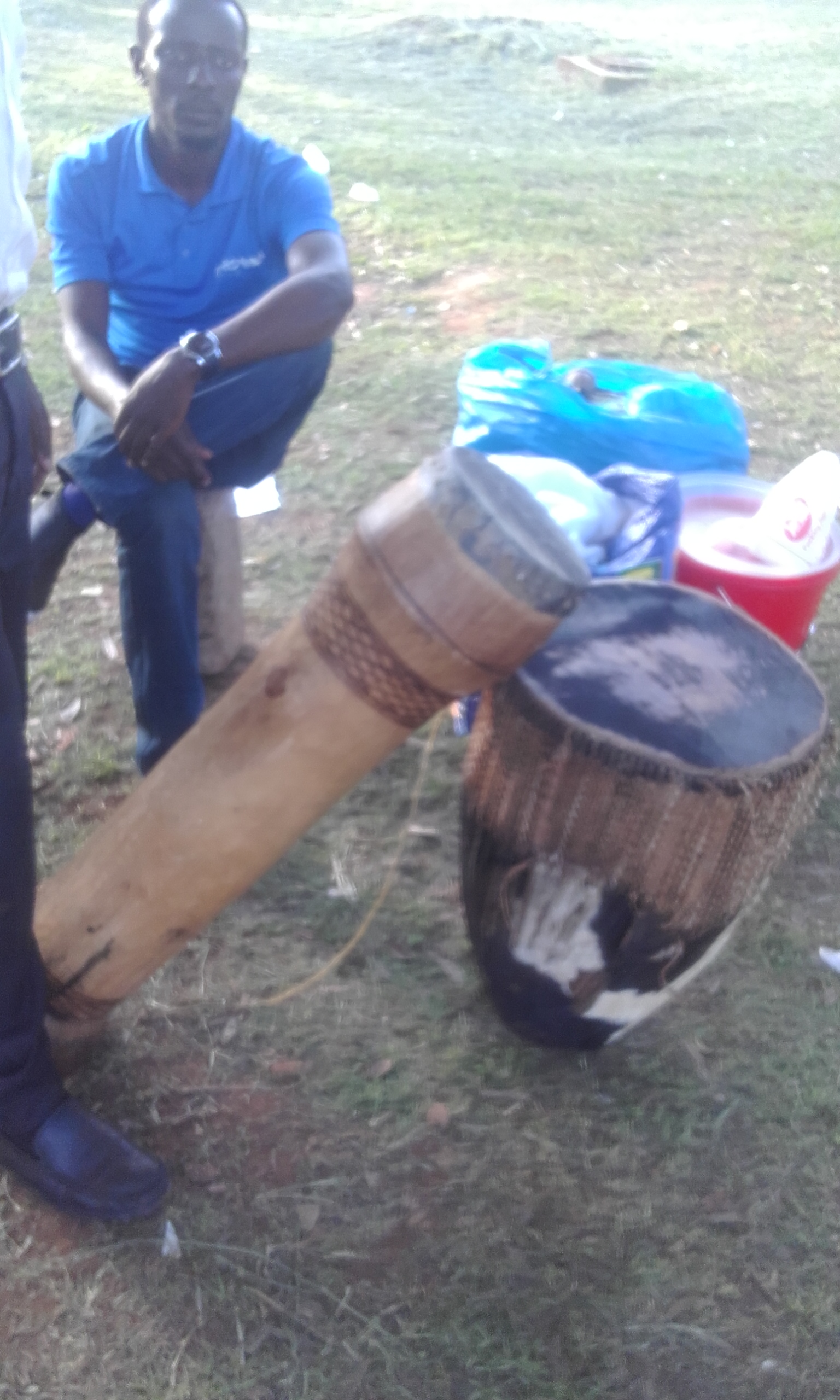
Tambors

Els buganda són el grup ètnic nacional més extens de l'estat. El regne, format per cinquanta-dos clans, està governat per un rei, conegut com a kabaka. El kabaka ha estat tradicionalment el principal mecenes de la música bugandesa. Els instruments musicals inclouen diverses formes de bateria, i fan de la percussió una part essencial de la música ugandesa.

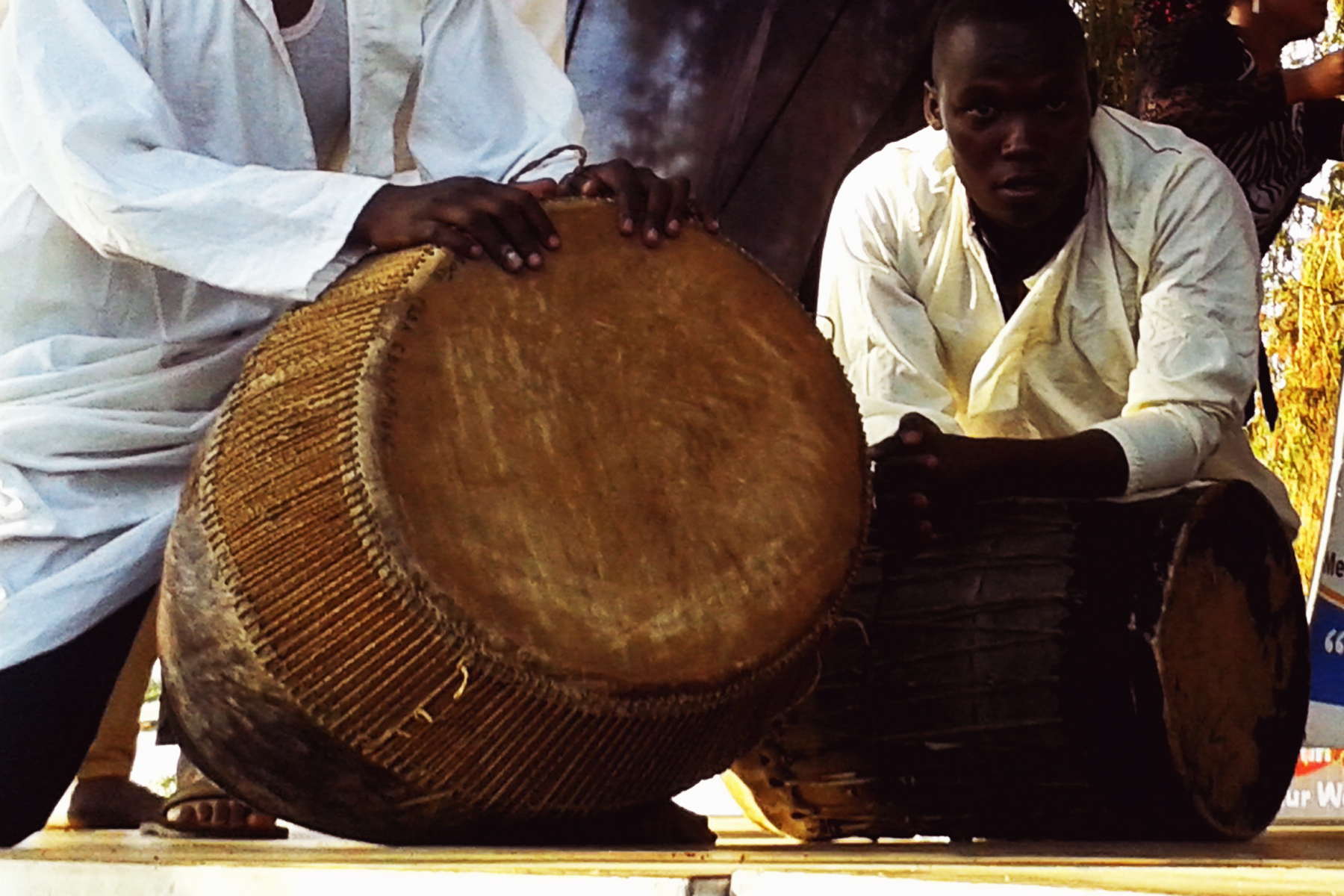
Tambors típics d'Uganda

Els tambors sagrats de la cort són només un dels molts tipus de tambors que hi ha. L'engalabi és un altre tipus de tambor comú, llarg i redó. La bateria es toca alhora amb diversos instruments musicals melòdics que van des dels cordòfons com l'arpa ennanga i la lira entongoli als lamel·lòfons, aeròfons i idiòfons, i el violí de fabricació local denominat kadingidi.
Els buganda tenen una varietat de balls molt vius que acompanyen l'elaborada instrumentació. La dansa bakisimba és la més comuna i representativa. N'hi ha altres com la nankasa i l'amaggunju, un ball exclusiu per al palau del kabaka ugandés.

## Música popular
A causa de la turbulenta història política d'Uganda, no hi ha hagut prou de temps perquè la indústria de la música pop prosperàs fins al restabliment de la pau relativa a finals dels 1980. Llavors les actuacions de músics com Philly Lutaaya, Afrigo Band i Elly Wamala foren dels pocs actes ugandesos reeixits en la música convencional. Jimmy Katumba i el seu grup The Ebonies també van ser populars d'aleshores ençà, sobretot en els 1990.
Alguns músics com Carol Nakimera, Kezia Nambi, Fred Maiso, Kads Band, Rasta Rob i Menton Summer estigueren a la capçalera musical d'Uganda entre 1990 i 1997, i alguns artistes com Livingstone Kasozi, Herman Basudde i Paulo Kafeero també tingueren un paper important acostant la música en viu als seguidors i aficionats.
Segons el promotor musical i discjòquei Rota, l'any 1998 Uganda va patir el major canvi musical gràcies a artistes com Red Banton, que es feu famós amb la cançó Noonya Money. Red Banton protagonitzà l'escena musical ugandesa fins a l'any 2000, quan Jose Chameleone torna de Kenya amb la cançó Mama Mia (2001) que esdevingué himne nacional d'Uganda i de l'Àfrica oriental en general.
En la dècada de 1990, comença la història musical d'Uganda amb el dancehall, quan artistes com Shanks Vivi Dee i Ragga Dee entre d'altres, foren influenciats per superestreles jamaicanes com Shabba Ranks. Importaren la cultura musical raggamuffin i, tot i que s'acararen a una dura competència amb altres músics i estils africans d'aquell moment –en particular Soukous del Congo i Kwaito de Sud-àfrica– formaren la base de la indústria musical pop ugandesa. Del segle xxi ençà comencen a sorgir músics com Chameleone, representatius de l'escenari de música pop.
Al voltant de l'any 2007, hi hagué músics que de diversos estils musicals: el paper de la música occidental i congolesa/sud-africana havia disminuït significativament. Intèrprets com Iryn Namubiru i King Saha foren alguns dels molts músics de l'estil pop. El duo de Radi & Weasel, The Goodlyfe Crew, molt conegut a Àfrica, fou nominat als premis MTV continentals el 2010 i als premis Black Entertainment Television el 2013. El juny de 2015, Eddy Kenzo guanyà el premi al millor nou artista internacional en els premis BET de 2015.

### Kadongo kamu

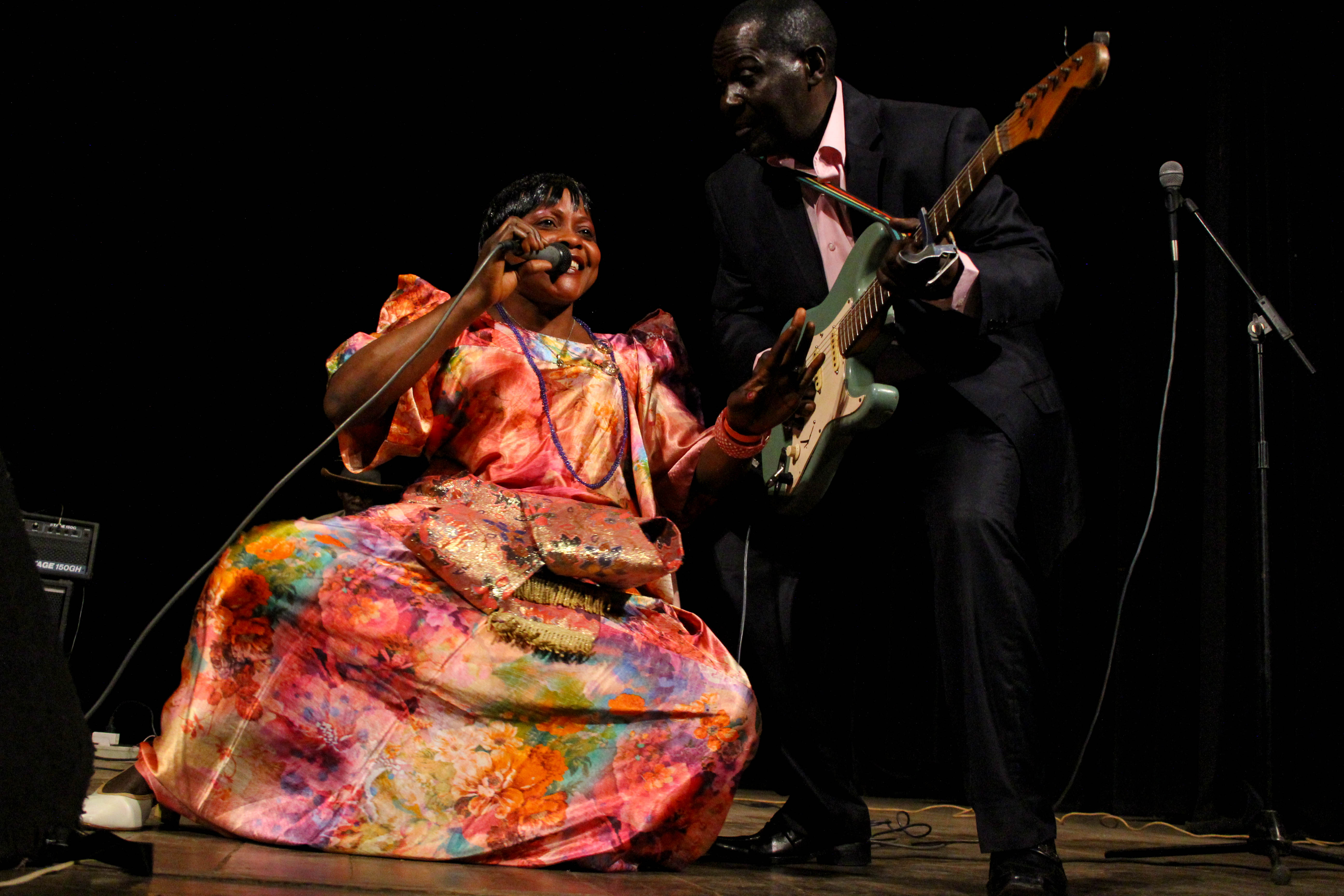
Kadongo kamu

La paraula kadongo kamu en ganda significa 'una guitarra'. La música rep aquest nom pel paper que hi fa el baix: la majoria de vegades és l'instrument solista utilitzat en la creació de la música ugandesa. Potser el primer artista conegut del gènere fou Fred Masagazi en la dècada de 1960.
Elly Wamala va contribuir a la creació de l'estil urbà kadongo kamu. Christopher Sebadduka popularitzà aquest gènere i per això se li'n considera el creador. Elly Wamala deixà més tard el kadongo kamu i guanyà admiradors amb el seu estil de cant educatiu i fou una dels escassos músics involucrats en la causa de la independència d'Uganda del 1962. A tots dos els van seguir músics que es mantingueren fidels a l'estil i al so de la música ugandesa.
Herman Basudde va ser un músic de kadongo kamu molt popular en els anys 1980 i 1990. També ho foren Bernard Kabanda i Dan Mugula, un dels pioners del gènere que encara sobreviuen. Fred Sebatta i Paulo Kafeero hi deixaren petjada en la dècada de 1990. El kadongo kamu fou marginat amb l'arribada de nous estils musicals; l'estil tradicional, però, encara tingué seguidors entre amants de la cultura de la zona de Buganda, on continua existint una audiència pel kadongo kamu.

#### Les millors cançons d'Uganda des de 1997
Uganda ha tingut artistes que han estat en el cim musical amb una o dues grans cançons. Tot seguit es presenten algunes de les cançons més populars que creuaren fronteres i encapçalaren les llistes d'èxit locals:
- Sirikawo Baby de Menton Summer i l'emperador Orlando
- Noonya Money de Red Banton
- Mama Mia de Jose Chameleone
- Mbawe de Ragga Dee

### Kidandali
El kidandali és un dels gèneres musicals més populars de l'estat. El terme kidandali, però, no està acceptat universalment com el nom que defineix aquest estil: algunes fonts locals prefereixen emprar el mot Band Music, d'altres Afrobeat, tot i que la música kidandali no se sembla a l'Afrobeat.
Les arrels d'aquest gènere es remunten als grups sorgits després de la independència d'Uganda al 1962.
El grup The Cranes Band, que més tard donà lloc a Afrigo Band, se'n pot considerar el primer en l'evolució d'aquest gènere. Al principi, la seua música estava molt influenciada per Soukous i altres artistes congolesos com Franco. El jazz també hi ha estat una influència notable. Altres bandes com Rwenzori Band, Big Five Band i Simba Ngoma Band exerciren influència en el desenvolupament de l'estil musical ugandés, però fou Afrigo Band la més prominent i duradora, sobretot durant els disturbis polítics del colp d'estat dels anys 1970 a 1990.
A mitjan 1990, l'estil d'Afrigo Band encara estava fortament influenciat per la música d'estil congolés soukous, que per llavors predominava en tot el continent africà. Artistes com Joanita Kawalya i Rachael Magoola formaren part d'Afrigo Band i ajudaren a crear el modern estil kidandali, juntament amb altres grups com la Kaads Band. El punt d'inflexió arribà amb la formació de la discogràfica Eagles Production, que llançà músics com Mesach Semakula, Geoffrey Lutaaya, Ronald Mayinja i Haruna Mubiru, artistes que entraren en Afrigo Band i la desenvoluparen encara més després del canvi de segle.
En la dècada dels 2000, el gènere s'identificava amb l'etiqueta Eagles Production, que llançà nous talents femenins com Ronald Mayinja, Geoffrey Lutaaya, Mesach Semakula, Roy Kapale, Mariam Ndagire, Phionah Mukasa, Mariam Mulinde, Queen Florence, Harriet Kisaakye Cathy Kusasira, Irene Namatovu i Stecia Mayanja. Un altre punt d'inflexió fou el 2008, quan David Lutalo feu un gir amb la cançó Kapapaala, obrint amb ella el camí perquè el gènere Urban Band fos més que un estil dominat per Eagles Production, Diamond Production, Kads Band, Backeys Band, Kats Production o The Hommies, entre d'altres.
L'any 2003, hi sorgeix un nou estil, el d'Abdu Mulaasi amb la cançó Omusono Gwa Mungu, un important èxit musical en tot l'estat. A la fi de l'any 2010, havia canviat el so kadongo kamu per l'Urban Kadongo Kamu.
Quasi alhora, la tecnologia en la producció musical havia permés que el gènere es reproduís digitalment. Estudis d'enregistrament com Kann, Dream Studios, Mozart i Paddyman encapçalaren les produccions. Altres artistes solistes independents començaren a practicar aquest tipus de gènere musical: Dr. Tee, Martin Angume i fins i tot Chameleone van obtenir-hi èxits. El gènere s'ha situat en el seu auge amb artistes nous com Papa Cidy i Chris Evans, que ajudaren a crear un corrent dominant que, juntament amb el dancehall, és el gènere més popular a Uganda.

### Ball (saló)
La música dancehall a Uganda seguí el model de Jamaican Dancehall, un dels estils més influents en la indústria de la música pop. És molt semblant a l'estil jamaicà. Tot i que la majoria d'artistes de dancehall actuen en el seu idioma propi, en el cas del ganda, molts d'ells imitaven el patués jamaicà. En la dècada de 1990, quan la indústria pop d'Uganda amb prou feines començava a formar-se, la primera música internacional que atragué als artistes ugandesos fou la música Raggamuffin de moda a Jamaica. Artistes com Shabba Ranks i Buju Banton inspiraren artistes ugandesos com Shanks Vivi D, Ragga Dee, Menton Krono i Rasta Rob. El seu ritme predominant fou el Reggaeton, creat per Shabba Ranks. A finals dels 1990, nous artistes com a Mega Dee i l'Emperador Orlando es van unir al corrent musical.
Amb el canvi al segle xxi, el dancehall, o ragga, com se li denominava comunament, era el gènere més popular. Nous artistes com Chameleone, Bebe Cool i Bobi Wine consolidaren aquest estil. A partir de llavors, la qualitat de la música es feu proporcional a la qualitat de la producció disponible. Chameleone fou el primer artista de dancehall a tractar de fusionar el so ragga amb altres gèneres com soukous i kadongo kamu. Al voltant de 2006 hi havia músics practicant aquest gènere sense avançar-hi massa quant a l'estil o so.

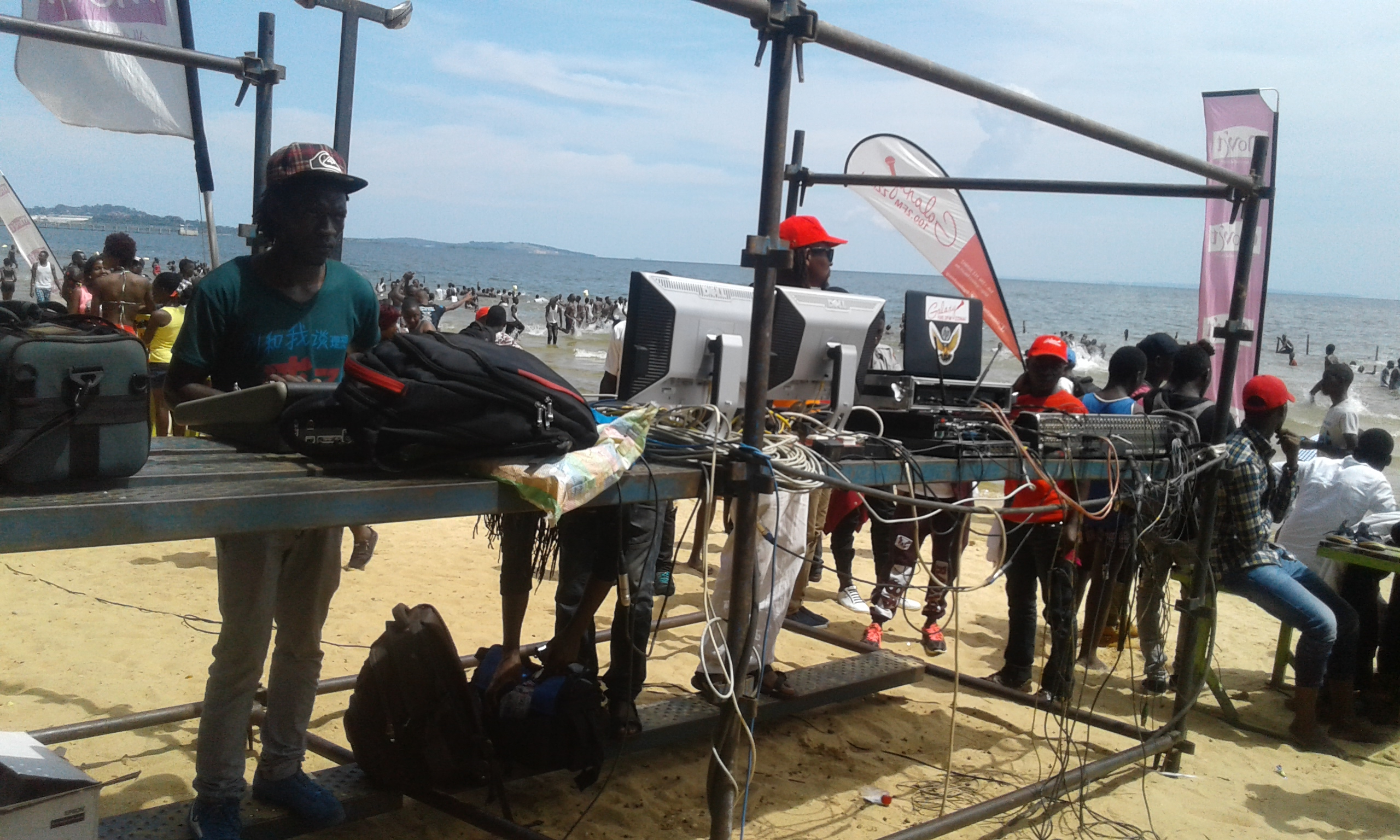
Discjòqueis en el festival de música zzina 2017

El dancehall jamaicà s'havia allunyat del so aspre del ragga, basat en el discurs simplista del riddims, amb l'afegit del naixement d'una nova figura musical, el discjòquei de dancehall Vybz Kartel i Busy Signal que aprofundia sobre el riddims més avançat. Alguns artistes com el Dr. Hilderman entraren en escena amb lletres com Double Bede Mazongoto, que han seguit creixent. Nous artistes ugandesos com Rabadaba, Sizza i Fidempa feren una versió més moderna i reeixida del dancehall.

### Hip-hop /R & B

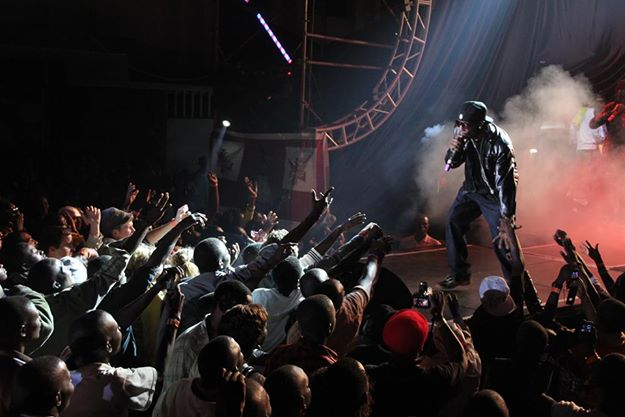
GNL Zamba en concert (2013)

La música hip-hop a Uganda en segueix el model nord-americà, tot i que entre tots dos estils no hi ha massa diferència estilística. Per la revolució digital, a Uganda es pogué accedir a tecnologies de producció modernes, i facilitaren enregistraments locals d'alta qualitat equiparables al nivell de les nord-americanes. La diferència fonamental entre els dos gèneres és que a Uganda, com en la majoria d'estats africans, els artistes canten en el seu idioma. En el cas d'Uganda, l'idioma emprat és el ganda, de manera que s'ha creat el sinònim Lugaflow per definir la música rap ugandesa.
El hip-hop és un dels gèneres practicats a Uganda. Els grups Klear Kut i Bataka Squad foren els primers a usar el hip-hop a finals de la dècada de 1990. Al principi no fou ben acceptat perquè era quasi inexistent i desconegut. No obstant això, alguns membres dels grups esmentats continuaren incloent-lo com a ritme en la seua música, especialment el raper Navio i Babaluku. Altres com Sylvester i Abramz continuaren creant rap, amb temes socials.
A mitjan dècada dels 1990, més músics s'uniren al corrent del hip-hop, i Rocky Giant fou un dels primers rapers a ser acceptat. Però no fou fins a l'arribada el 2008 de GNL Zamba quan el gènere realment guanya força de manera que hi sorgeixen nous músics de lugaflow. Des de llavors, hi ha hagut gran activitat musical amb un nombre considerable de rapers amb un èxit relatiu: Jay-P i Keko es troben en una nova generació de músics de hip-hop d'Uganda que atrauen un públic més ampli, amb música en plataformes internacionals com la MTV.
Igual que amb el hip-hop, el R&B a Uganda segueix el model del nord-americà. El R&B ugandés no té massa història: Steve Jean és el primer artista a adoptar aquest estil prop del canvi de segle. Més tard, al 2002 Michael Ross introdueix aquesta tendència amb cançons com How Do You Love i Sinorita. En el 2008 alguns músics adopten aquest estil, com Myco Chris i Baby Joe, als quals se'ls uneix Blu 3, Aziz Azion, Nick Nola, Richy, Pallaso, Woodz i Yoyo, que l'expandeixen encara més.

### Gospel

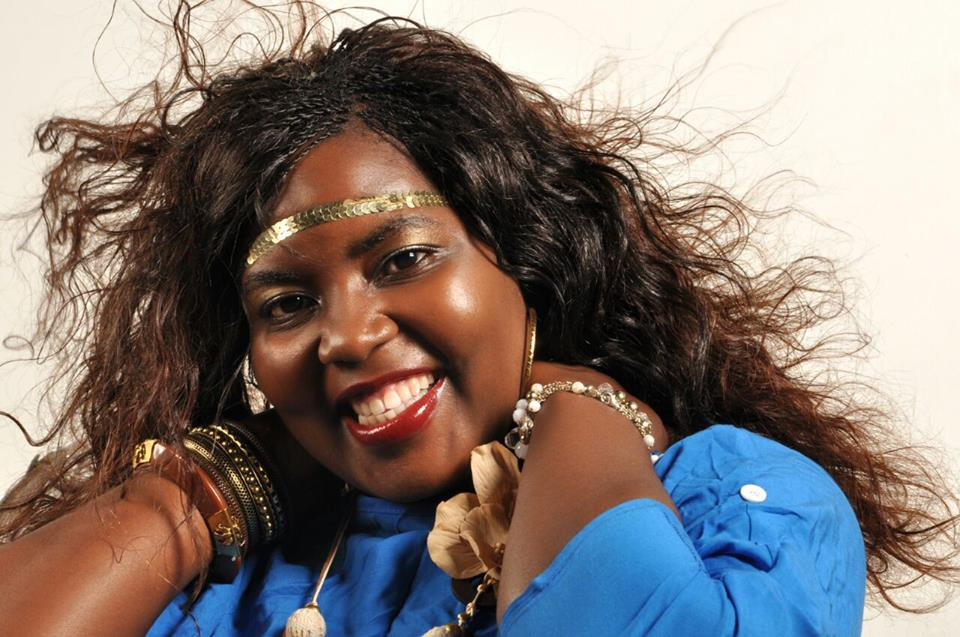
Samalie Matovu, cantant de gòspel

El gòspel primitiu a Uganda es modelà sobretot a partir de la música de lloança practicada pels cors i els grups de cant eclesiàstics. N'és un exemple el moviment pentecostal conegut com a balokole.
Artistes com Fiona Mukasa a mitjan 1990 portaren aquesta música eclesiàstica als carrers. Per la influència de la música soukous, el gòspel primerenc se li assemblava. Limit X fou un dels grups de gòspel que guanyà fama en la dècada de 1990.
El 2000, els estils del gòspel es diversificaren i sorgiren grups com Sauti i First Love, que se sumaren al so urbà creat per Limit X. Altres músics com George Okudi i el Pare Musaala tingueren èxit en la ràdio nacional i internacional.
El gòspel, però, tingué un impacte important en la indústria de la música quan Judith Babirye s'obrí camí el 2007 amb un estil semblant al de Mukasa: la cançó Beera Nange arribà a ser en el seu llançament una de les cançons de l'any.
Després d'ella sorgí Wilson Bugembe: les seues cançons foren èxits estatals, assolint totes les capes demogràfiques. Des de llavors se li han unit un variat grup d'artistes que abasten diferents gèneres.

## Música clàssica
Uganda té un model d'escoles de música o conservatoris, la majoria situats a la capital, Kampala. Les escoles de música a Kampala són la Kampala Music School, MusiConnexions Uganda i Esom Music School. Tot i que en disposar de pressupostos reduïts els equipaments dels centres són escassos, ofereixen una capacitació musical adequada per a diferents alumnes. La música clàssica és la més demanada i participen en les classes particulars, juntament amb programes d'assistència a concerts de música clàssica i actuacions en viu. Alguns temaris es remunten als temps dels missioners, ja que van ser ells qui introduïren l'educació musical a l'estat. La música clàssica a Uganda és un valor en alça.

## Indústria de la música
Uganda té una indústria musical activa que té un paper fonamental en la vida social i econòmica. Els músics són les principals celebritats, i el contingut d'entreteniment dels principals mitjans de comunicació gira a l'entorn de la música o els músics. Els concerts, la majoria de les vegades com a llançaments d'àlbums, són molt populars, per això les companyies discogràfiques fan importants inversions per patrocinar-los amb campanyes en la ràdio i la televisió.
La Societat de Drets de Publicació d'Uganda i l'Associació de Músics d'Uganda han fet esforços per poder organitzar la indústria musical, establint premis musicals, com els Premis PAM, i els Premis de Música HiPipo. Els intents d'algunes d'aquestes organitzacions per implantar una llei de drets d'autor, infrautilitzada i àmpliament ignorada, que genere ingressos per a la distribució musical han resultat infructuosos, i ha creat nous reptes als quals s'ha d'enfrontar la indústria musical, que són molt semblants als que s'enfronten la majoria de les indústries musicals d'arreu del món.

## Pandèmia per malaltia de coronavirus 2020
El 25 de març del 2020 durant la pandèmia mundial per la COVID-19 el cantant i opositor Bobi Wine publicà en diferents canals digitals i de ràdio la cançó Coronavirus Alert, composta amb la lletra de les recomanacions sanitàries de l'OMS. La cançó que interpretà amb el també cantant ugandés Nubian Li arribà a més de 600.000 visualitzacions en la plataforma YouTube en la primera setmana d'emissió. La cançó fou prohibida pel govern d'Uganda i Bobi Wine fou censurat per les seues conegudes crítiques al govern de Museveni, després d'obtenir Bobi Wine un escó parlamentari el 2017.